# Giacinto Ferrero
Giacinto Ferrero (Torino, 19 giugno 1862 – Torino, 1922) è stato un generale italiano.

## Biografia
Militare di carriera, allo scoppio della prima guerra mondiale era Maggior generale e fu dislocato sul fronte dolomitico al comando delle brigate "Spezia" e "Perugia". Fece parte nel dicembre 1915 del Corpo di spedizione italiano in Albania: una brigata al suo comando occupò la roccaforte di Durazzo, ma dovette evacuarla nel febbraio 1916 via mare. Tornato in Italia e promosso tenente generale, fu posto al comando della brigata di fanteria "Palermo" e poi della "Cagliari". Dopo aver sistemato la difesa sul Tagliamento, tornò in Albania nel dicembre e assunse il comando dell'armata italiana.
Il 3 giugno 1917, in occasione dell'anniversario dello Statuto albertino, emanò il cosiddetto "proclama di Argirocastro", autorizzato da Sidney Sonnino, con cui si assicurava l'indipendenza albanese sotto protettorato italiano. Nel luglio 1918 fu nominato Grande ufficiale dell'Ordine militare di Savoia. Nel settembre 1919 era al comando delle truppe italiane che avrebbero dovuto impedire l'ingresso di Gabriele D'Annunzio a Fiume.

## Nella letteratura
Le sue gesta sull'altipiano di Asiago ispirarono il soldato e scrittore Emilio Lussu, che nel suo libro Un anno sull'Altipiano tratteggiò così uno dei personaggi più fanatici ed odiati dai soldati, il generale Leone.